# Мехмед Јакубовић
Мехмед Јакубовић - Семшек (Сарајево, 1902 – Москва, 1937) је био босанскохерцеговачки револуционар, убијен током чистке у Совјетском Савезу.

## Биографија
Рођен је 1902. године у Сарајеву. Током 1920-их је био активиста Комунистичке партије Југославије у илегалним условима. Био је члан одбора Црвене помоћи.
Радио је као накладник у Босни и Херцеговини. Био је хапшен због одговорности за штампање текста „којим се изазивље мржња против државе као целине и сеје се верски и племенски раздор“. Крајем 1920-их је услед полицијског прогона прешао у Загреб, где је живео илегално под именом Чанг Кај Шек.
Почетком 1930-их емигрирао је у Совјетски Савез. Убијен је 1937. године током велике чистке у Совјетском Савезу.
Рехабилитован је у Совјетском Савезу 1963. године.